# Unverhofft
Unverhofft ist eine Posse mit Gesang in drei Akten von Johann Nestroy. Das Stück wurde am 23. April 1845 im Theater an der Wien zur Unterstützung für die durch die Wassernoth der augenblicklichen Hilfe bedürftigsten Familien Böhmens uraufgeführt.

## Inhalt
Während der Maler Arnold sich in Gabriele, die Gattin Walzls, beim Porträtmalen verliebt hat, ist Herr von Ledig ein eingefleischter Junggeselle. Auch Arnolds Plädoyer für die Ehe kann ihn nicht beeindrucken.
„Bei der Lieb is das Schöne, man kann aufhören zu lieben, wenn ’s ein’m nicht mehr gfreut, aber bei der Ehe! das Bewußtsein: Du mußt jetzt allweil verheiratht sein, schon das bringt Einen um.“ (Erster Akt, zweite Szene)

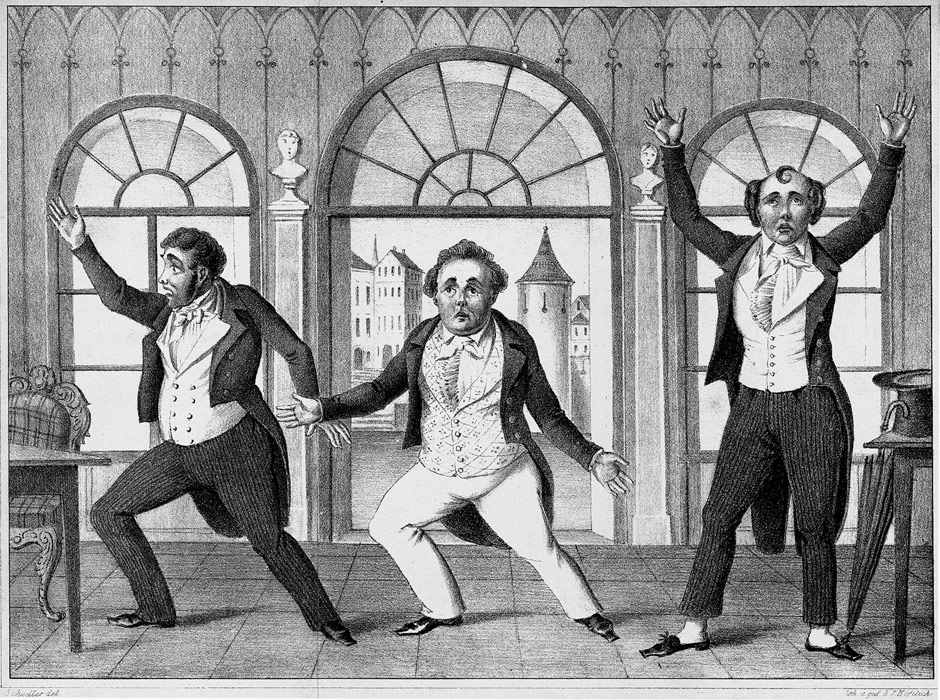
Von links nach rechts: Falk (Grois), Walzl (Scholz), Ledig (Nestroy)

Doch plötzlich wird ein Kind in seiner Wohnung deponiert und sogar ein Kindermädchen stellt sich ein. Die Suche nach der Mutter bleibt vorerst vergeblich.
Eine unleserliche Visitenkarte bringt noch mehr Verwirrung, denn sie stammt nicht von der Kindesmutter, sondern von Gabriele. Diese macht sich Sorgen um Arnold, der sich ihretwegen duellieren will. Walzls Eifersucht kann nur teilweise beruhigt werden. Inzwischen ist Marie, die den Findling gebracht hatte, bei Ledig aufgetaucht, flüchtet aber sofort wieder. Als Ledig in einer Strohhutfabrik allzu direkt nach der Mutter forscht, wollen ihn die aufgebrachten Arbeiterinnen verprügeln.
„Nein, ganz artig hab' ich gfragt: ‚Meine werthesten Mamselln, sagen sie mir zur Güte, welche von ihnen is gefälligst die Mama von dem mir freundlich zugedachten Kind?‘“ (Dritter Akt, fünfte Szene)
Schließlich stellt sich heraus, dass Ledig eine Liebschaft mit Heirat in Tulpingen hatte – nun glaubt er, selbst der Vater zu sein. In Wahrheit ist es das Kind seines Neffen Berg, das die sich von ihm verlassen geglaubte Mutter Therese durch Marie bei Ledig versorgt wissen wollte. Herr von Ledig setzt Neffen und Enkel als Erben in seinem Testament ein und die „unverhofften“ Wendungen nehmen ein glückliches Ende.
Walzl: „Ah, das is unverhofft“!
Alle: „Wahrhaft unverhofft!“ (Dritter Akt, sechzehnte Szene)

## Werksgeschichte
Am 28. und 29 März 1845 traten Moldau und Elbe über die Ufer und richteten in Böhmen, besonders in Prag und dem Umland, schwere Schäden an. Direktor Carl Carl nützte die Gelegenheit, sich als Wohltäter zu präsentieren und zum 8. April eine Benefizvorstellung für die Hochwasseropfer anzukündigen, für die Johann Nestroy ein neues Stück schreiben werde. Außerdem spendete er als Vorschuss dem Unterstützungskomitee in Prag eine Summe von 1000 Gulden (zusätzlich kamen nach Abrechnung der ersten Vorstellung nochmals 2000 Gulden dazu). Allerdings dauerte es bis zum 23. April, ehe das neue Werk bühnenreif geworden war. Bis zum letzten Moment wurde noch an der Dekoration gearbeitet. Zur Premiere erschienen unter der Führung des Kaisers Ferdinand I., die Kaisermutter Maria Theresia und Erzherzog Franz, der spätere Kaiser Franz Joseph I., sowie weitere Familienangehörige.
Es war dies die letzte Premierenvorstellung eines Nestroy-Stückes im Theater an der Wien, da Direktor Carl dieses Haus abgeben musste, zugleich aber schon ins Theater in der Leopoldstadt übersiedelte, wo Unverhofft dann weitergespielt wurde.
Der Stoff stammt aus der französischen comédie-vaudeville Boquillon à la recherche d'un père von Jean-François Bayard, die am 15. Jänner 1845 im Pariser Théâtre des Variétés uraufgeführt worden war. Auch diese kurze Spanne zwischen der Pariser und der Wiener Aufführung beweist den Zeitdruck, unter dem Nestroy stand. Trotzdem existieren einige Vorarbeiten, die zeigen, dass sich Nestroy intensiv mit der Vorlage beschäftigt hatte.
Johann Nestroy spielte den Herrn von Ledig, Wenzel Scholz den Herrn von Walzl, Alois Grois den Modewarenhändler Falk.
Ein eigenhändiges Manuskript Nestroys für dieses Stück ist nicht erhalten geblieben, lediglich ein Blatt mit Notizen als Vorarbeit befindet sich im Besitz der Handschriftensammlung der Wienbibliothek im Rathaus. Ein Theatermanuskript von fremder Hand unter dem Arbeitstitel Unerklärbar befindet sich im Landesarchiv Berlin, mit Hinweis auf die Aufführungsgenehmigung für das Berliner Landestheater vom 5. September 1881. Eine eigenhändige Partitur von Adolph Müller wird in der Musiksammlung der Wienbibliothek im Rathaus aufbewahrt. Nach einem Brief Nestroys vom 25. April 1845 erwarb er das Eigenthums-Recht der Partitur zur Posse.

## Zeitgenössische Rezeptionen
Eine erste Besprechung der Premiere war am 25. April in der Zeitschrift Der Humorist zu lesen:
Das Publikum belohnte verdientermaßen diesen preiswürdigen Akt der Humanität durch wiederholtes Hervorrufen des Hrn. Direktors, […] Auch Hr. Nestroy wurde wiederholt im Laufe und am Ende des Stückes gerufen.[…] Die Vorstellung wurde von der Gegenwart Sr. Majestät des Kaisers und einigen Mitgliedern des Allerhöchsten Hofes beehrt; die Majestäten wurden jubelnd empfangen.
In der Kritik vom Tag darauf (Nr. 100, 26. April 1845, S. 398 f.) kritisierte die Nestroy stets reserviert gegenüberstehende Zeitschrift, dass dieser nicht einmal den Versuch mache, seiner Muse eine Bessere, sittlichere Richtung zu geben, wenn auch der Schauspieler gelobt wurde. Der verärgerte Nestroy trat eine Sommertournee an und ließ auch nach seiner Rückkehr nach Wien nahezu ein Jahr lang mit keinem neuen Stück von sich hören. Dieses Stück war dann Der Unbedeutende.
Adolf Bäuerles Wiener Theaterzeitung (Nr. 99, 25. April 1845, S. 397 f.) beurteilte das Werk positiv, da es sich angenehm von der vaudevillistischen Schlüpfrigkeit des Originals befreit habe und betonte den Erfolg für Nestroy, das Ensemble und Direktor Carl. Im Gegensatz dazu ist die Wiener Zeitschrift für Kunst, Literatur und Mode (Nr. 82, 25. April 1845, S. 327.) auch vom Original angetan, das unter die gelungensten, pikantesten und ergötzlichsten Farcen gehöre; auch Nestroys Bearbeitung wird als sehr gelungen, reich an witzigen Ein- und Ausfällen und an guten Couplets beschrieben:
Die eigentliche Burleske hat an Nestroy ihren großartigsten Repräsentanten.

## Weitere Aufführungen
Der Wanderer nannte Unverhofft schon am 12. Mai 1845 ein Cassastück ersten Ranges, was durch eine große Zahl von Aufführungen in Wien und anderen Städten bestätigt wurde.
Zu Nestroys Lebzeiten erfolgten solche in Prag (1845, 1846, 1849), Brünn (1845), Linz (1850), Berlin (1845, 1847), München (1845), Graz (1846), Leipzig (1848) und Lemberg (1850). Wenzel Scholz gastierte mit dem Stück 1845 in Hamburg.
Wenige Monate vor seinem Tod (25. Mai 1862) spielte Nestroy am 6. Februar im Theater am Franz-Josef-Quai seines ehemaligen Bühnenkollegen Carl Treumann als Gast zum letzten Male den Herrn von Ledig, die bekannten Komiker Alois Grois und Wilhelm Knaack gaben den Walzl und den Falk. Auch dies war ein Benefizabend zu Gunsten von Hochwasseropfern.
Nach Nestroys Tod wurde das Stück noch oft gespielt, unter anderem 1869 und 1881 mit Karl Blasel als Herr von Ledig, 1899 und 1911 mit Willy Thaller und 1925 mit Ferdinand Maierhofer im Akademietheater (Wien).